# Taoyuan
Taoyuan (chiń. 桃園; pinyin Táoyuán; pe̍h-ōe-jī Thô-hn̂g) – miasto na Tajwanie, jedno z sześciu miast wydzielonych Republiki Chińskiej. W 2014 roku liczyło 2 058 328 mieszkańców. Siedzibą miasta jest dzielnica Taoyuan.
Zostało utworzone 25 grudnia 2014 roku w wyniku przekształcenia powiatu Taoyuan w miasto wydzielone.

## Transport

### Port lotniczy
W mieście znajduje się port lotniczy Tajpej-Taiwan Taoyuan.

## Podział administracyjny
Miasto Taoyuan dzieli się na trzynaście dzielnic:
| Nazwa    | Chiński | Populacja (2014) | Powierzchnia (km²) |
| -------- | ------- | ---------------- | ------------------ |
| Bade     | 八德區  | 181 431          | 33,7111            |
| Daxi     | 大溪區  | 91 887           | 105,1206           |
| Dayuan   | 大園區  | 84 531           | 87,3925            |
| Fuxing   | 復興區  | 10 913           | 350,7775           |
| Guanyin  | 觀音區  | 63 602           | 87,9807            |
| Guishan  | 龜山區  | 141 998          | 72,0177            |
| Longtan  | 龍潭區  | 116 211          | 75,2341            |
| Luzhu    | 蘆竹區  | 151 354          | 75,5025            |
| Pingzhen | 平鎮區  | 212 328          | 47,7532            |
| Taoyuan  | 桃園區  | 417 366          | 34,8046            |
| Xinwu    | 新屋區  | 48 058           | 85,0166            |
| Yangmei  | 楊梅區  | 157 200          | 89,1229            |
| Zhongli  | 中壢區  | 381 449          | 76,52              |